# Филяковский Град
Филяковский Град (словац. Fiľakovský hrad) — замок на Подградской улице в Филяково (Словакия). В Бебековой башне расположен музей.

## История
В XII веке на холме была построена каменная крепость, одна из немногих, которую не взяли монголо-татары. Крепость впервые упоминается в 1242 году. В 1483 году войска короля Матьяша Хуньяди взяли крепость, принадлежащую тогда мятежнику Штефана Перени, штурмом. В 1551 году крепость модернизируется, но в 1554 году её захватывают хитростью турки — турецкий раб, служивший в крепости, открыл двери. Другие источники говорят, что предателями были немецкие ландскнехты. Так Филяково стало центром санджака. 19 ноября 1593 года, в ходе наступления австрийской армии, войско Кристофа Тиффенбаха начало осаду крепости. 27 ноября крепость пала, после этого турки добровольно оставили крепости Шалгов (словац. Šalgov) и Шомошка (словац. Šomoška). В 1682 году мятежники Тёкёли с 60-тысячной турецкой армией взяли крепость и взорвали. В 1972 году началась реконструкция.